# 2007年4月

## 4月30日
- 英國失明冒險家巴伯駕駛一架超輕型飛機，由倫敦飛抵雪梨，刷新一項世界紀錄。星島 央视国际（页面存档备份，存于）
- 美国—欧盟首脑会议在华盛顿举行，双方讨论了双边贸易、伊拉克和伊朗等问题，并签署了“跨大西洋经济一体化计划”。新华网 Archive.today的存檔，存档日期2013-04-28
- 台灣與聖露西亞簽署建交公報，全面恢復大使級外交關係。

## 4月29日
- 泰米爾之虎武裝份子，對斯里蘭卡首都科倫坡發動空襲。BBC（页面存档备份，存于）
- 美國三藩市市郊一條高架公路在運油車爆炸起火後塌下，州長阿諾舒華辛力加宣布進入緊急狀態。明報

## 4月28日
- 由中国共产党和中國国民党联合主办的第三届两岸经贸文化论坛上午在中國北京人民大会堂开幕。BBC中文网（页面存档备份，存于）

## 4月27日
- 中华人民共和国十届全国人大常委会二十七次会议表决通过国务院关于提请审议的任免案。任命杨洁篪为外交部部长，万钢为科技部部长，徐绍史为国土资源部部长，陈雷为水利部部长。腾讯网（页面存档备份，存于）
- 愛沙尼亞民眾示威，抗議政府拆除蘇軍解放塔林紀念碑的行為，並再次與警方發生激烈衝突，兩名警員受傷，超過300名示威者被捕。星島BBC（页面存档备份，存于）
- 土耳其軍方領導人公開表態，表示將"保衛土耳其的政教分離政治制度"。而主管歐盟東擴委員會的專員奧利。雷恩（Olli Rehn）呼籲土耳其軍方應該尊重民主進程。BBC（页面存档备份，存于）
- 联合国安理会一致通过《第1753号决议》，决定解除对利比里亚的钻石出口禁令。新华网（页面存档备份，存于）
- 日本最高法院以不承认中国人的个人索赔权裁决中国劳工以及中国原慰安妇索赔败诉。BBC中文网（页面存档备份，存于）
- 美国国防部称，“基地”组织高级成员阿卜德·哈迪·伊拉基日前被抓获，美中央情报局已将此人交给国防部。新华网 Archive.today的存檔，存档日期2013-04-28
- 2007年愛沙尼亞網路戰—愛沙尼亞多個網站開始受到攻擊，大量網站被迫關閉。

## 4月26日
- 断交24年的缅甸和朝鲜恢复外交关系，两国副外长已经在仰光签署了有关协议。BBC中文网（页面存档备份，存于）
- 朝鲜举行阅兵式庆祝建军75周年。新华网（页面存档备份，存于）
- 2008年北京奧運會聖火傳遞路線揭曉。其中，中華民國以奧會主辦單位刻意「矮化」台灣主權為由，拒絕聖火進入台北的路線安排，此為首度出現奧運會員國拒絕聖火傳遞的情況。東森新聞報（页面存档备份，存于）新浪网（页面存档备份，存于）
- 俄羅斯總統普京暫停實行冷戰結束後的「歐洲地區傳統武力」（CFE）條約，加深了美俄雙方因美國的東歐飛彈防禦系統計劃而產生的齟齬。路透社
- 德國環境部長蓋伯爾（Sigmar Gabriel）說，德國計劃在2020年前減少11%的電力消耗，同時透過對環境友善的方法來產生超過四分之一的電力。路透社
- 日本首相安倍晋三抵达华盛顿，开始对美国进行上任以来的首次访问。BBC中文网（页面存档备份，存于）
- 越南75層樓高的雙子星大樓正式施工。明報

## 4月25日
- 天文學家首次發現太陽系外一枚與地球相似的行星Gliese 581 c，有可能可供生物居住。歐洲南半球太空研究所ESO
- 四名美國人在珠穆朗瑪峰抗議2008年奧運會和中國對西藏的政策被中國當局扣留。當中一名為流亡西藏人。CNN[]
- 俄亥俄州的美國民主黨眾議員丹尼斯·庫欽奇（Dennis Kucinich）彈劾副總統，指控他誤導美國在2003年發動對伊拉克的侵略，最近更是無端威脅伊朗，以使他下台。路透社
- 中華民國行政院長蘇貞昌晚間宣布，中華民國跟加勒比海島國聖露西亞建交，外交部长黄志芳表示争取在最短时间内完成所需手续。東森新聞報（页面存档备份，存于） BBC中文网（页面存档备份，存于）
- 美國參議院共和黨議員約翰·麥凱恩在新罕布什爾州正式宣布，他將參加2008年美國總統大選。紐約時報
- 美国道琼斯股票指数收市突破13000点大关，创下历史纪录。BBC中文网（页面存档备份，存于）
- 日本财务省发表的数据显示，日本与中国内地的贸易额为25.4276万亿日元（约合1.65万亿元人民币）。中国首次成为战后日本的第一大贸易伙伴。新华网（页面存档备份，存于）

## 4月24日
- 墨西哥城市議會通過懷孕首三個月婦女墮胎合法化的議案。BBC（页面存档备份，存于）
- 中國中石化屬下的中原油田勘探局在衣索比亞靠近索馬利亞邊界的一個勘探工地受槍手襲擊，共有74人死亡，包括9名中國工人，另外7名中國人被劫持。歐加登民族解放陣線宣稱對此事件負責。

## 4月23日
- 中國大使館證實，中石化屬下的中原油田勘探局在埃塞俄比亞靠近索马里边界的一個勘探工地受槍手襲擊，共有74人死亡，包括9名中国工人，另外7名中国人被劫持。欧加登民族解放阵线宣称对此事件负责BBC（页面存档备份，存于）明報大洋网
- 美國伊利諾州發現一片10平方公里的森林化石群，估計在3億年前埋在地下，為研究原始植物提供重要線索。BBC（页面存档备份，存于）
- 印度首支商用火箭成功升空，將意大利的衛星運上太空。BBC（页面存档备份，存于）

## 4月22日
- 韩国同意无条件向朝鲜提供40万吨白米。BBC中文网（页面存档备份，存于）
- 法国大选首轮投票，初步結果顯示，中間偏右的尼古拉·薩爾科齊和左翼的塞格琳·羅雅爾進入第二輪對決。BBC中文网（页面存档备份，存于）BBC中文網（页面存档备份，存于）中國中央電視臺（CCTV）（页面存档备份，存于）
- 美國哥倫比亞廣播公司（CBS）兩名電台節目主持人，因為在公開播出的「電話騷」節目中，以極度侮辱的言語作弄一家中餐館的華人職員，而被CBS無限期停職停薪調查。星島1星島2

## 4月21日
- 印度寶萊塢兩大巨星艾許維亞·瑞伊和阿彼锡·巴克强舉行世紀婚禮，哄動印度，數以萬計群眾在孟買供迎新人。BBC（页面存档备份，存于）
- 人類史上第五位自資上太空的旅客查里·善蒙兒安全返回地球，旅程耗費達2500萬美元。BBC（页面存档备份，存于）
- 日本首相安倍晋三向美国《新闻周刊》再就慰安婦問題道歉，日本舆論認為安倍想在訪美前平息美国對慰安妇上的意見。新浪（页面存档备份，存于）
- 蓋茨訪問北京大學時，示威者衝上台大叫：「我们需要开源软件，需要免费。」新浪（页面存档备份，存于）
- 在維珍尼亞槍擊案後，美國太空總署一名工程師持搶脅持一名同事，將他擊殺，然後自殺。新科學人
- 西門子被指以2億歐羅行賄，以取得海外工程合約，其主席皮雅宣布辭職。BBC（页面存档备份，存于）
- 歐盟同意立法打擊種族歧視，一經定罪，最少要入獄1年。BBC（页面存档备份，存于）
- 澳洲旱情惡化，當局擬停止農田灌溉用水以應急，農作物或因嚴重失收而價格提升。明報（页面存档备份，存于）
- “万人齐诵《道德经》”在香港举行，成功打破“最多人同时集体发声诵读”吉尼斯世界纪录。中国网

## 4月20日
- 科學家證實減少食鹽可以減少心臟病和中風發生的機會。泰晤士報（页面存档备份，存于）

## 4月19日
- 毛里塔尼亚当选总统阿卜杜拉希在首都努瓦克肖特正式就职。新华网（页面存档备份，存于）
- 丁亥年黄帝故里拜祖大典在河南举行。新华网 Archive.today的存檔，存档日期2013-04-28
- 由于总统特莱扬·伯塞斯库滥用权力违反了宪法，罗马尼亚议会以322票赞成，108票反对，10票弃权的结果通过了对总统进行弹劾的提案。新华网（页面存档备份，存于）
- 伊拉克逊尼派武装联盟“伊拉克伊斯兰国”宣布建立内阁，并将基地组织在伊拉克的分支领导人任命为战争部长。新华网（页面存档备份，存于）

## 4月18日
- 中国辽宁铁岭市钢厂发生重大钢水包脱落事故，造成32人死亡。中国新闻网（页面存档备份，存于）

## 4月17日
- 日本長崎市市長伊藤一長在街上遭槍殺，殺手為日本黑道山口組水心會代會長城尾哲彌。中央廣播電台
- 为期两天的首届南美洲国家共同体能源峰会在委内瑞拉的玛格丽塔岛的波拉马尔市结束。南美洲12个国家的政府首脑和代表出席了会议，会议决定，在南美国家共同体设立能源委员会，专门协调相关事务。 新华网 Archive.today的存檔，存档日期2013-04-28

## 4月16日

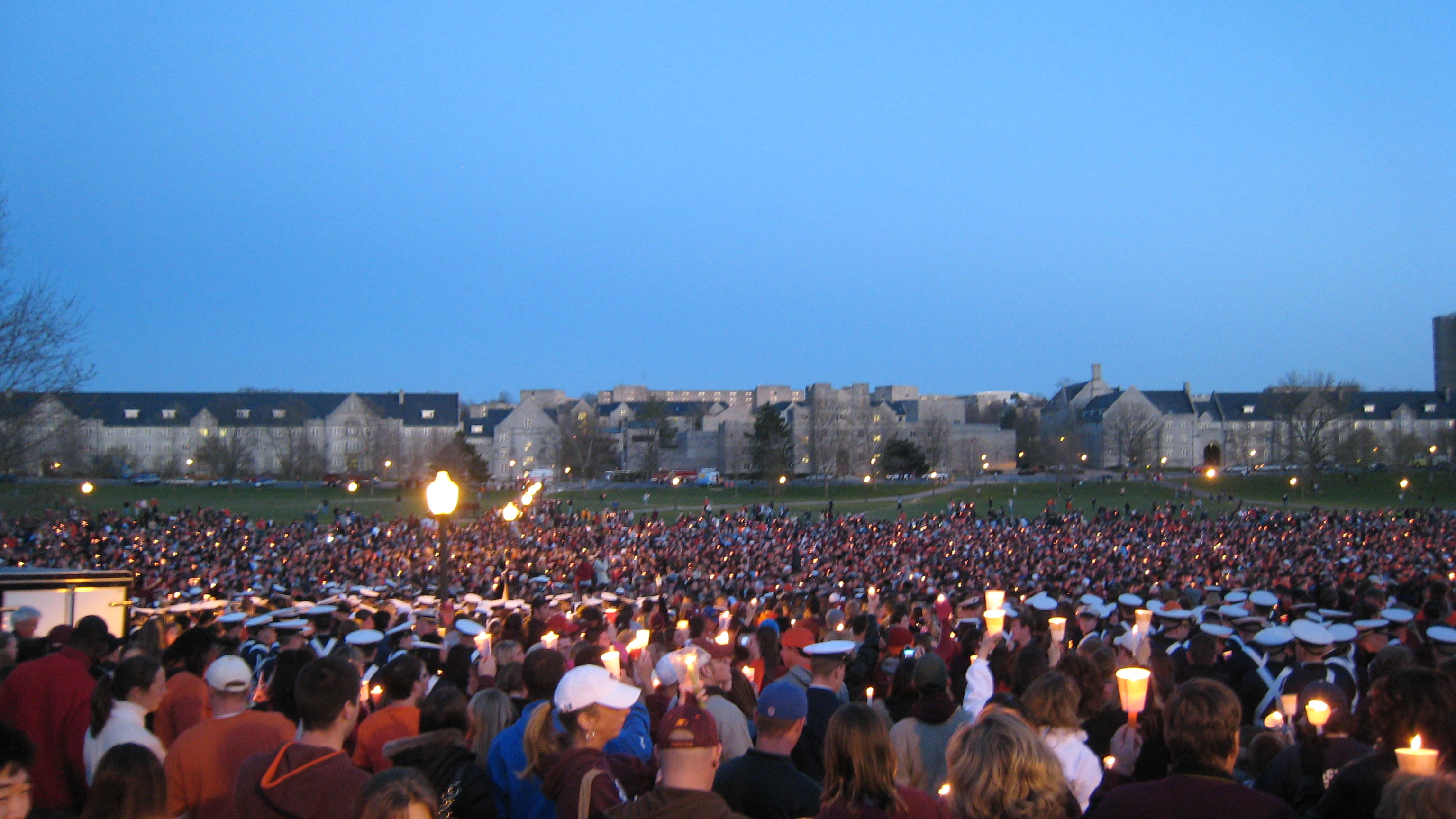
槍擊案發生後，師生舉行燭光晚會祈禱

- 柏林動物園的動物明星小北極熊努特因正在長牙不適，展出時間縮短。 Guardian（页面存档备份，存于）
- 世界銀行發表報告，指全球2004年每天生活費不足一美元的極度貧困人口已降到約9.85億。世界銀行（页面存档备份，存于）
- 美国弗吉尼亚理工大学发生枪案，这是美国历史上发生的死伤最惨重的校园枪击案，警方後來確定兇手為南韓籍學生。东方网（页面存档备份，存于）中時電子報東森新聞網（页面存档备份，存于）
- 苏丹同意超过三千名的联合国维和部队进驻达尔富尔地区，联合国秘书长潘基文表示欢迎。BBC中文网（页面存档备份，存于） 中国网（页面存档备份，存于）

## 4月15日
- 北京奥组委在京召开“北京2008年奥运会门票启动销售新闻发布会”。北京2008年奥运会门票即日起开始面向全球公众预售。新浪网（页面存档备份，存于）
- 據《印度斯坦時報》報道，在有情報稱恐怖分子企圖襲擊德里地鐵系統後，印度準軍事部隊中央工業保安部隊接管德里地鐵的安保工作。星島日報
- 俄羅斯繼首都莫斯科昨日有反政府示威後，第二大城聖彼得堡星期日有示威，反對派領袖爱德华·利蒙诺夫被捕。明報
- 美國東部受到暴雨風襲擊，3人死亡，數百班航機要取消，並可能引發當地14年來嚴重的水浸。美聯社（页面存档备份，存于）
- 贾庆林抵达突尼斯开始进行正式友好访问。新华网（页面存档备份，存于）
- 厄瓜多尔就是否改变政治体制问题举行的全民公投结果显示，有78%的民众支持总统科雷亚的方案，仅有11.5%的人反对。BBC中文网（页面存档备份，存于）

## 4月14日
- 俄羅斯反對派聯盟在首都莫斯科遊行，至少200名示威者甫抵達現場即被警方拘捕，包括前國際象棋世界冠軍卡斯帕羅夫。BBC（页面存档备份，存于）
- 土耳其几十万主张政教分离的人星期六举行示威，反对曾经是伊斯兰极端主义分子的现任总理雷杰普·塔伊普·埃尔多安下个月参加土耳其总统大选。BBC（页面存档备份，存于）
- 美國民衆日在全美1400多個地方發起大規模集會，呼籲國會嚴肅對待全球變暖問題，並立即行動起來通過相關法案。路透社

## 4月13日
- 浙江台州独立意见人士、画家严正学，由台州市中级人民法院裁定其“煽动颠覆国家政权罪”成立，判处有期徒刑三年。RFA[]

## 4月12日
- 伊拉克國會大樓內的餐廳發生自殺式炸彈襲擊，導致至少8人死亡。明報
- 意大利米兰唐人街百名中國商販與警方衝突，多人受傷。路透社

## 4月11日
- 中国国务院总理温家宝结束对韩国的正式访问，开始对日本进行为期3天的正式访问。这是中国总理7年来首次访日。新华网1（页面存档备份，存于） 新华网2（页面存档备份，存于）
- 在朝鲜最高人民会议十一届五次会议上，金英日取代朴凤柱，出任朝鲜总理。搜狐网（页面存档备份，存于）
- 因為塗污泰王畫像而被判監的瑞士籍男子，獲泰王特赦。星島
- 中华民国总统陳水扁正式致函WHO幹事長，提出以台灣名義申請成為WHO正式會員國。自由電子報

## 4月10日
- 摩洛哥最大城市卡薩布蘭卡發生三宗自殺式爆炸，造成4人死亡，８名市民受傷。BBC（页面存档备份，存于）

## 4月9日
- 美国首席贸易官员表示，美国的电影、音乐、书籍和电脑软体在中国被严重侵权，美方已向世贸组织提出正式抗议。BBC中文网（页面存档备份，存于）

## 4月8日
- 就谷歌拼音输入法盗用搜狗拼音输入法词库事件，搜狐和谷歌分别发布声明。新浪（页面存档备份，存于）
- 日本東京都知事選舉，石原慎太郎勝選，第二度連任成功。自由電子報
- 一百多名日本民眾在東京新宿舉行示威遊行，反對中國總理溫家寶訪日。自由電子報
- 中国人权律师高智晟首次对外披露，中国政府曾对其实施酷刑，并对其全家采取高压监控。BBC中文网（页面存档备份，存于）、美国之音、自由亚洲电台[]
- 斯洛文尼亚人马丁·斯特雷尔经过66天的奋战，完成独自畅游亚马孙河的壮举。TOM （页面存档备份，存于）

## 4月7日
- 吴伯雄当选中国国民党主席。文汇报（页面存档备份，存于）

## 4月6日
- 联合国政府间气候变化专门委员会（IPCC）发表2007年第二份有关气候变化影响的报告。BBC中文网（页面存档备份，存于）
- 臺灣財政部新聞稿表示，為維護菸酒市場之競爭公平合理，即日加強抽驗轄區「釀造酒」及「再製酒」等酒品酒精濃度標示正確性，以利課稅區劃。國稅局[永久]

## 4月5日
- 被伊朗释放的15名英国士兵乘坐英国航空公司飞机离开德黑兰，已经抵达伦敦希斯罗机场。BBC中文网（页面存档备份，存于）
- 车臣新总统拉姆赞·卡德罗夫宣誓就职。BBC中文网（页面存档备份，存于）

## 4月4日
- 伊朗总统馬赫茂德·艾哈邁迪-內賈德宣布释放15名被扣留的英国水兵。新华网（页面存档备份，存于）

## 4月3日
- 国民党前主席马英九在台北市长任内特别费案首度开审，马英九与其秘书余文在法庭上都否认控罪，两人都表示没有贪污。BBC中文网（页面存档备份，存于）
- 台灣陸軍航空指揮部發生嚴重空難事件，一架陸軍UH1H直昇機下午執行任務，因天候不良於高雄縣山區撞到廣播電台發射鐵塔，機身失事墜毀，並造成機上八名乘員全數罹難。東森新聞網（页面存档备份，存于）
- 法国高速电气机车在行驶试验中时速达到574.8公里，打破了17年前该国高速电气机车创下的时速515.3公里的有轨铁路行驶速度世界纪录。新华网（页面存档备份，存于）

## 4月2日
- 位于南太平洋的所罗门群岛海域发生里氏8级强烈地震后引发海啸，造成至少18人死亡、数百人流离失所。BBC中文网（页面存档备份，存于）
- 《韩美自由贸易协议》最终达成。BBC中文网（页面存档备份，存于）自由電子報
- 中国科学院古脊椎动物与古人类研究所宣布周口店“田园洞人”骨骼化石年代距今大约4.2—3.85万年。这是迄今在欧亚大陆东部所测出的最早的现代型人类遗骸。新浪（页面存档备份，存于）
- 乌克兰总统维克托·尤先科宣布解散最高苏维埃（议会），提前举行议会选举。不过，以总理维克托·亚努科维奇为首的议会多数派拒绝承认尤先科的决定。新浪

## 4月1日
- 第二套人民币纸分币停用。新浪（页面存档备份，存于）
- 日本新潟縣新潟市、靜岡縣濱松市升格為政令指定都市。